# Alčevs'k
Alčevs'k (in ucraino Алчевськ?) o Alčevsk (in russo Алчевск?) è de iure una città dell'Ucraina sud-orientale, nell'oblast' di Luhans'k, ma dall'aprile 2014 è de facto parte della Repubblica Popolare di Lugansk a sostegno della Russia. Fa parte dell'omonimo distretto e si trova a circa 45 chilometri da Luhans'k. Nel 2019 contava una popolazione di circa 110 000 abitanti.
La città era nota come Vorošylovs'k (ucraino: Ворошиловськ) dal 1931 al 1961 e come Komunars’k (ucraino: Комунарськ) fino al 1991.
È uno dei maggiori centri industriali del bacino carbonifero del Donec, coprendo un quarto della produzione industriale dell'intera area. Le maggiori industrie della città sono chimiche, siderurgiche e metallurgiche. Le principali compagnie sono la OJSC "Alchevsk Iron & Steel Works" e la "Alchevsk Coke-Chemical Plant". La sua stazione ferroviaria la unisce alle principali città del territorio nazionale e internazionale.

## Sport
La squadra di calcio locale è il Futbol'nyj Klub Stal' Alčevs'k.

## Amministrazione

### Gemellaggi
- Dąbrowa Górnicza
- Dunaújváros